# Litoria bulmeri
Litoria bulmeri – gatunek mało znanego egzotycznego płaza bezogonowego z podrodziny Pelodryadinae w rodzinie rzekotkowatych (Hylidae).

## Występowanie
Płaz ten jest endemitem Nowej Gwinei. Stwierdzono go na dwóch stanowiskach w części wyspy należącej do Papui-Nowej Gwinei (dokładniej w górach Schrader Mountains oraz Star Mountains). Obecności zwierzęcia w indonezyjskiej części wyspy nie potwierdzono.
Litoria bulmeri bytuje na wysokościach pomiędzy 1600 i 2450 metrów nad poziomem morza.
Jej siedlisko stanowią tropikalne wilgotne lasy górskie. Zamieszkuje pośród roślinności w okolicy wartkich górskich potoków.

## Rozmnażanie
Rozwój larwalny prawdopodobnie zachodzi w potokach.

## Status zagrożenia
W Czerwonej księdze gatunków zagrożonych IUCN Litoria bulmeri od 2020 roku klasyfikowany jest jako gatunek najmniejszej troski (LC, ang. Least Concern); wcześniej, od 2004 roku uznawano go za gatunek niedostatecznie rozpoznany (DD, ang. Data Deficient).
Zwierzę spotyka się rzadko, a jego liczebność i jej trend nie są znane.